# واکون
واکون (انگلیسی: Vacon) شرکت الکترونیک فنلاندی است، که در سال ۱۹۹۳ تأسیس شد.